# Frosty the Snow Man
Frosty the Snow Man (ou Frosty, the Snow Man ou Frosty the Snowman (litt., Frosty, le bonhomme de neige), est une chanson de Noël pour enfants écrite par Jack Rollins (paroles) et Steve Nelson (musique), en 1949, et publiée en 1950.
La chanson parle d'un bonhomme de neige qui gambade avec les enfants.
Selon le livre The History of the Snowman, les auteurs furent inspirés par les deux millions d'exemplaires vendus du tube de Noël Le Petit Renne au nez rouge (Rudolph the Red-Nosed Reindeer, 1939) de Gene Autry et décidèrent d'écrire quelque chose d'aussi simple et plaisant (« something equally bland »). Rolling écrivit une histoire mignonne, et Nelson composa une bonne mélodie. Ils proposèrent la chanson à Autry, et il se montra désireux d'obtenir le succès de Le Petit Renne au nez rouge avec un autre tube de Noël. Enregistrée par lui chez Columbia, la chanson atteignit la quatrième place du classement country en 1950 et la septième place du classement pop de Billboard en 1950 ou 1951.
La chanson a été rapidement reprise par de nombreux autres artistes, notamment, en 1950 par Jimmy Durante, Nat King Cole et Guy Lombardo. Les versions de Nat King Cole et Guy Lombardo figurent dans le classement américain des meilleures ventes disques.
Cette chanson a lancé l'engouement pour le personnage de Frosty le bonhomme de neige ; jeux, peluches à son effigie, etc..
La chanson a aussi été notamment reprise par le groupe de rock Jan and Dean ; leur version est sortie chez Liberty Records le 22 novembre 1962 (Liberty 55522).

## Adaptation pour la télévision
En 1969, est créé un téléfilm d'animation, Frosty the Snowman (en), suivi de trois autres : 
- Frosty's Winter Wonderland (1976)
- Rudolph and Frosty's Christmas in July (1979)
- The Legend of Frosty the Snowman (2005)